# Polaskia
Polaskia ist eine Pflanzengattung aus der Familie der Kakteengewächse (Cactaceae). Der botanische Name der Gattung ehrt den US-amerikanischen Kakteenliebhaber Charles Polaski (1898–1986).

## Beschreibung
Die baumartigen, stark verzweigten Arten der Gattung Polaskia erreichen Wuchshöhen zwischen 4 und 5 Meter und bilden 3 bis 4 Meter über dem Boden dichte Kronen aus. Ihre leuchtend grünen Triebe gabeln sich wiederholt und werden 1 bis 2 Meter lang. Die 7 bis 12 Rippen sind im Querschnitt scharf dreieckig. Auf ihren Rändern tragen diese in dichtem Abstand 3 bis 4 Millimeter breite, schildförmige Areolen. Der Mitteldorn kann fehlen. Die 3 bis 8 Randdornen sind gräulich bis schwärzlich.
Die urnen- bis glockenförmigen Blüten sind weiß bis cremeweiß bis gelblich grün. Sie öffnen sich am Tag und in der Nacht und sind zwischen 4 und 6 Zentimeter lang.
Die roten, kugelförmigen Früchte von 2 bis 4 Zentimeter Durchmesser sind saftig und essbar. Die darin enthalten kleinen Samen sind birnen- bis eiförmig und matt schwarz.

## Systematik und Verbreitung
Die Gattung Polaskia ist im Süden vom Mexiko in den Bundesstaaten Oaxaca und Puebla verbreitet.
Die Erstbeschreibung der Gattung wurde 1949 von Curt Backeberg vorgenommen. Die Typusart der Gattung ist Polaskia chichipe.

### Systematik nach Anderson/Eggli (2005) und N.Korotkova et al. (2021)
Zur Gattung gehören die beiden Arten:
- Polaskia chende (Rol.-Goss.) A.C.Gibson & K.E.Horak
- Polaskia chichipe (Rol.-Goss.) Backeb.

Synonyme der Gattung sind Chichipia Backeb. (1950, nom. illeg.) und Heliabravoa Backeb. (1956).

## Nachweise